# Phrygionis argentiostriata
Phrygionis argentiostriata är en fjärilsart som beskrevs av Grossbeck. Phrygionis argentiostriata ingår i släktet Phrygionis och familjen mätare. Inga underarter finns listade i Catalogue of Life.